# 9-菲甲醛
9-菲甲醛是一种有机化合物，化学式为C15H10O。它可由9-菲甲醇的氧化或9-锂基菲的甲酰化制得。它和苯硼酸在催化下反应，可以得到(αS)-α-苯基-9-菲甲醇。在乙酸钯催化下，它环己烷中加热，可以得到菲和一氧化碳。